# Lars Härneman
Lars Helge Härneman, född 25 januari 1931 i Vasa församling i Göteborg, död 10 juni 2014 i Örgryte församling i Göteborg, var en svensk redaktör och politiker (folkpartist).
Han var son till Helge Härneman och Signe Sterner, gifte sig med Anna Carlström med vem han fick två barn. Härneman var under stor del av sin aktiva yrkesverksamhet anställd på Götaverken och Arendalsvarvet där han var redaktör för bolagens personaltidningar, som t.ex. Skeppsbyggaren. Efter sin pension var han aktiv i att etablera Varvshistoriska Föreningen, för att samla och dokumentera varvens historia. Härneman var under 80-talet ledamot av Kommunfullmäktige samt gruppsekreterare under Rune Zackrisson. Han hade även styrelseuppdrag för Familjebostäder, Folkteatern och Göteborgs Stadsteater.

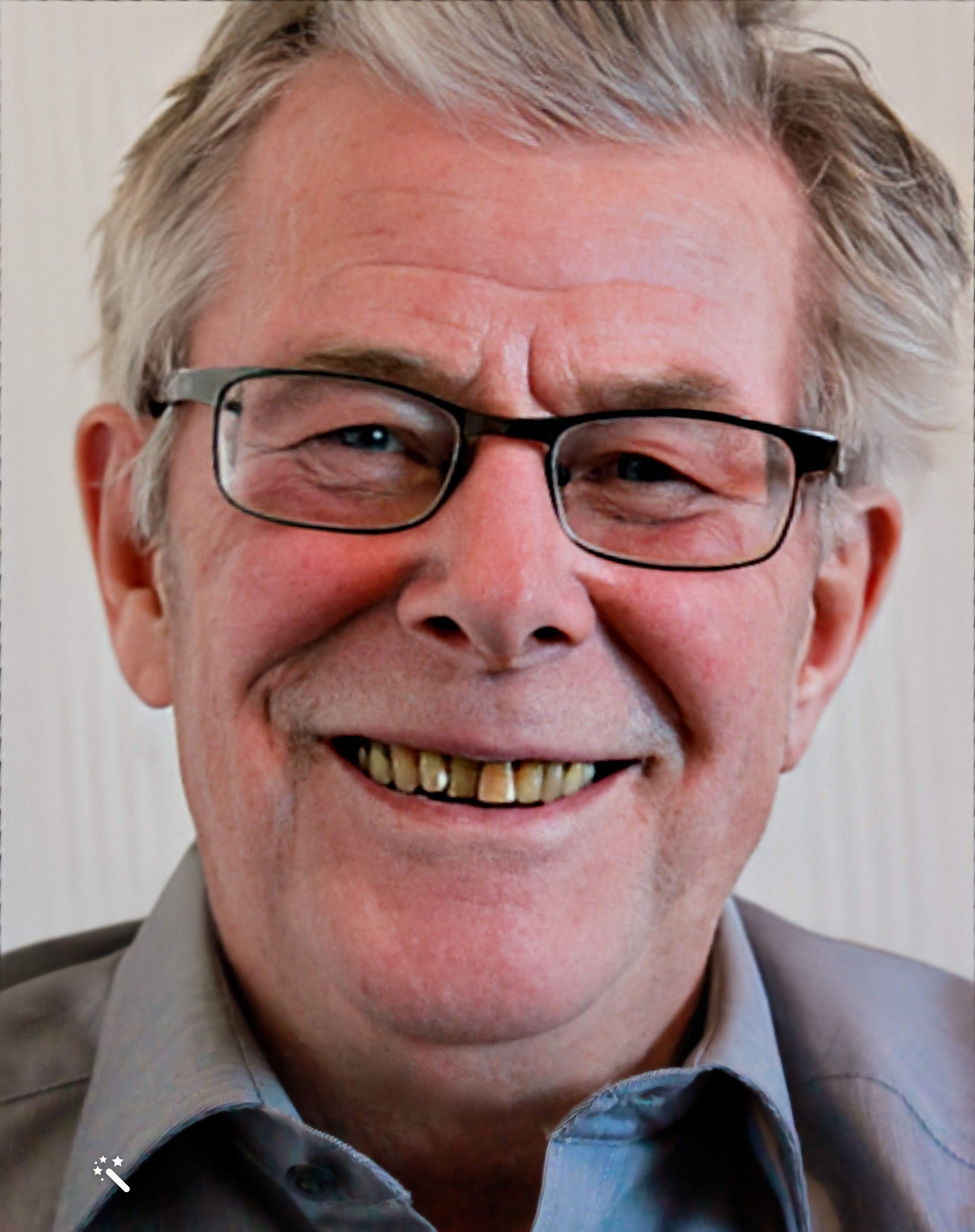
Lars Härneman

Han var ersättare i Sveriges riksdag för Göteborgs kommuns valkrets en kortare period 1990.